# Diklórmetán
A diklórmetán vagy metilén-klorid a metán klórozott származéka, halogénezett szénhidrogén. Színtelen folyadék, szaga a kloroforméra emlékeztet. Vízben csaknem oldhatatlan, de jól oldódik alkoholban és dietil-éterben. A diklór-metán maga is jó oldószer. Illékony vegyület, de az éternél lassabban párolog. Mérgező hatású.

## Kémiai tulajdonságai
A diklór-metán nem gyújtható meg, de lángba kerülve bomlik. Bomlása során ingerlő és mérgező vegyületek is keletkeznek.

## Élettani hatása
Ha kisebb mennyiségben lélegzik be, altató és érzéstelenítő hatású. Nagyobb mennyiségben mérgező. Hosszabb ideig vagy ismételten a bőrrel érintkezve bőrgyulladást okozhat.

## Előállítása
A metán irányított klórozásával állítható elő. A metán klórozásakor többféle klórozott származék is képződhet:
{\displaystyle \mathrm {CH_{4}+Cl_{2}\rightarrow CH_{3}Cl+HCl} }
{\displaystyle \mathrm {CH_{3}Cl+Cl_{2}\rightarrow CH_{2}Cl_{2}+HCl} }
{\displaystyle \mathrm {CH_{2}Cl_{2}+Cl_{2}\rightarrow CHCl_{3}+HCl} }
{\displaystyle \mathrm {CHCl_{3}+Cl_{2}\rightarrow CCl_{4}+HCl} }
Az irányított klórozás célja az, hogy az egyik termék képződjön túlnyomó többségben. A továbbklórozódás elkerülése céljából fékező katalizátorokat alkalmaznak a diklórmetán gyártásakor.
Laboratóriumokban a kloroform részleges reduktív dehalogénezésével állítják elő. A dehalogénezést cinkből jégecettel fejlesztett naszcensz hidrogénnel végzik.
{\displaystyle \mathrm {CHCl_{3}+2\ H\rightarrow CH_{2}Cl_{2}+HCl} }

## Felhasználása
Felhasználják oldószerként a lakk- és műanyagiparban illetve zsírok, gyanták és gumi oldására. Alkalmazzák extrahálószerként is. Fontos alkotórésze a festékek lemaratására használt oldószerkeverékeknek. A kávéból diklórmetánnal ki lehet extrahálni a koffeint, azonban manapság már inkább szuperkritikus szén-dioxid segítségével végzik ezt a műveletet.